# جيني فالنتاين
جيني فالنتاين (بالإنجليزية: Jenny Valentine)‏ هي كاتبة للأطفال وكاتِبة بريطانية، ولدت في 1970 في كامبريدج في المملكة المتحدة.